# Maximilian August von Scharfenstein genannt von Pfeil

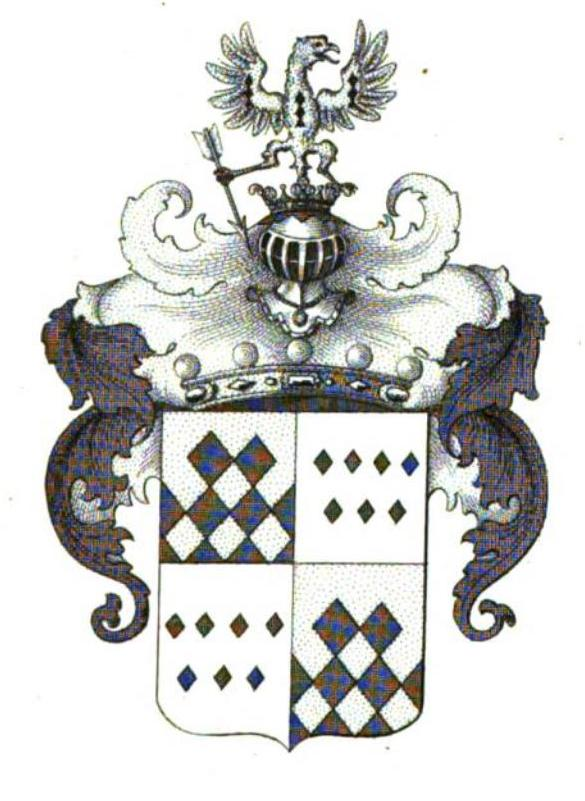
Wappen

Maximilian August Carl Maria Freiherr von Scharfenstein genannt von Pfeil (* 6. April 1762 in Köln; † 1824) war ein kurkölnischer Kämmerer und kurpfalz-bayerischer Geheimrat, Vizepräsident der Regierung des Herzogtums Jülich-Berg und von 1808 bis 1813 Maire von Düsseldorf.

## Leben
Maximilian von Scharfenstein war Sohn und Erbe des kurkölnischen Kämmerers Friedrich Ferdinand von Scharfenstein (1718–1795), Herrn auf Stammheim, und dessen Ehefrau Anna Maria Katharina Francisca Freiin von Gaugreben (⚭ 1743; † 1787). Seine Familie war aus dem adeligen Patriziat Kölns aufgestiegen und führte ihren Namen auf das Haus Scharfenstein am Neumarkt zurück. Das väterliche Diplom zur Aufnahme in den Reichsfreiherrnstand datiert am 13. Juli 1746. Am 2. September 1789 vermählte sich Max von Scharfenstein mit Maria Anna Freiin von Bongart († 1842), einer Tochter des Erbkämmerers Sigismund Reinhard Freiherr von Bongart (1744–1783) und dessen Ehefrau Anna Augusta von Leerodt. Dem Paar wurden unter anderem zwei Söhne geboren, Carl August (1790–1839) und Ferdinand August (1791–1837). Ersterer wurde Oberst in der Kaiserlich-königlichen Armee, Letzterer Major in der Bayerischen Armee und Adjutant des bayerischen Kronprinzen Maximilian.
Scharfenstein wurde zunächst Hauptmann im kurpfälzischen Füsilier-Regiment „Rodenhausen“ Nr. 3, das ab 1768 in Mannheim stationiert war. Ein entfernter Familienangehöriger schwesterlicherseits, der seine Laufbahn gefördert haben dürfte, war der kurpfalz-bayerische Staatsminister Franz Albert Leopold von Oberndorff. 1786/1787 begleitete Scharfenstein Karl August von Bretzenheim, den illegitimen Sohn des Kurfürsten Karl Theodor von Pfalz-Bayern und bayerischen Großprior des Malteserordens, auf dessen Grand Tour nach Italien und Malta. Hierzu wurde er zum Geheimrat und zum Ehrenritter des Malteserordens ernannt. Nach Karl Eduard Vehse hatte Scharfenheim 1787 eine Affäre mit Karl August von Bretzenheims Schwester Eleonore.
Im Weiteren beschritt er eine Verwaltungslaufbahn, die ihn in das Amt des Vizepräsidenten der jülich-bergischen Regierung in Düsseldorf führte. Auf Grundlage der am 7. Oktober 1806 im Großherzogtum Berg eingeführten Munizipalität ernannte man ihn 1808 zum Maire von Düsseldorf. Als solcher war er Leiter der Stadtverwaltung. Er hielt sich bis 1813 in diesem Amt, als Karl Justus Gruner die Verwaltungsgeschäfte im nachfolgenden Generalgouvernement Berg übernahm. Protokollarischer Höhepunkt seines Wirkens als Maire von Düsseldorf war die feierliche Begrüßung Napoleons I., der als französischer Kaiser, Protektor des Rheinbundes und Regent des Großherzogtums Berg mit seiner Gemahlin der Stadt Düsseldorf vom 2. bis 5. November 1811 einen Besuch abstattete. Napoleon I. ernannte ihm zum Offizier der Ehrenlegion.
Von 1819 bis 1821 war Scharfenstein Stadtrat in Düsseldorf, jedoch ohne dort anwesend zu sein.
Das 1795 von seinem Vater ererbte Schloss Stammheim verkaufte er 1818 an Freiherrn Theodor Hermann Adolf von Fürstenberg-Neheim (1772–1828). Als neuen Familiensitz erwarb er die Grundherrschaft Nalzowitz (Nalžowicze) im Berauner Kreis im Königreich Böhmen, dessen Inkolat er am 25. Februar 1824 erhielt.
Scharfenstein war neben Otto von Woringen und Joseph Mathis, dem Generalsekretär des bergischen Finanzministers, Meister vom Stuhl (Vénérable) der Freimaurerloge „St. Joachim“ in Düsseldorf, die 1813 87 Mitglieder zählte, darunter Adelige, Militärs, Mediziner und Kaufleute aus dem gesamten Großherzogtum Berg.